# Redlands, California
Redlands, California là một thành phố thuộc quận San Bernardino trong tiểu bang California, Hoa Kỳ. Thành phố có tổng diện tích 94,344 km², trong đó diện tích đất là 93,565 km². Theo điều tra dân số Hoa Kỳ năm 2010, thành phố có dân số 68.747 người. Thành phố Redlands, California là một phần của Đại Los Angeles.